# Pro Football Weekly
Pro Football Weekly, oft mit PFW abgekürzt, ist eine in den Vereinigten Staaten gegründete Sportzeitschrift in der englischen Sprache. Seit 1967 berichtet die Zeitschrift über die American Footballliga National Football League und Fantasy Football. Eigentümer ist die Pro Football Weekly LLC mit dem Hauptquartier in Riverwoods, Illinois.
Jährlich gibt es 30 bis 32 Ausgaben von Pro Football Weekly, zu jedem Spieltag der NFL eine und in den restlichen Monaten erscheint die Zeitschrift monatlich. Vor der Saison gibt es einige Sonderausgaben, zum Beispiel die Draft Vorschau, eine Hilfe für Fantasy Football. Momentan arbeiten ca. 40 Redakteure im ganzen Land verteilt bei der Footballzeitschrift. Jedes der 32 NFL-Teams hat seinen eigenen Redakteur der in der Stadt der Mannschaft ansässig ist.
Zusätzlich wird während der NFL-Saison wöchentlich eine halbstündige, gleichnamige Fernsehsendung landesweit ausgestrahlt, in der über die aktuelle Spielzeit berichtet wird. Außerdem gibt es eine Radiosendung, die Pro Football Weekly & Basketball heißt, in der über Football und Basketball geredet wird.